# Koronidy
Koronidy (gr. Κορωνίδες Korōnídes, łac. Coronides) – w mitologii greckiej dwie siostry: Metioche (gr. Μητιόχη Mētióchē, łac. Metioche) i Menippe (gr. Μενί ππη Meníppē, łac. Menippe).
Pochodziły z Orchomenosu w Beocji. Uchodziły za córki Oriona. Podczas zarazy, która nawiedziła ich kraj, poświęciły się w ofierze ekspiacyjnej („przebłagalnej”). Ich zwłoki zostały przemienione w dwie komety.